# Josias Just
Josias Just (* 19. Juli 1953 in Andeer, Kanton Graubünden) ist ein Schweizer Klarinettist, Musikpädagoge, Komponist und Arrangeur.

## Leben und Wirken
Josias Just studierte am Konservatorium Luzern bei Giambattista Sisini, wo er im Jahr 1979 mit dem Lehrdiplom und 1981 mit dem Solistendiplom abschloss. Weitere Studien folgten bei Alfred Prinz in Wien (Wiener Philharmoniker). Ebenfalls im Jahr 1981 erwarb er am Konservatorium Luzern das Diplom als Berufsblasmusikdirigent. Seit 1987 ist Josias Just Soloklarinettist beim Zürcher Kammerorchester (ZKO); daneben konzertiert er regelmässig mit anderen Orchestern als Solist. Er spielte zudem mit verschiedenen Orchestern u. a. unter der Leitung von E. de Stoutz, O. Elts, H. Griffiths, B. Haitink, Sir R. Norrington, M. Tang, mit denen er auch CD-Aufnahmen tätigte. Josias Just ist ein gefragter Kammermusikpartner und konzertierte u. a. mit E. Gruberova, H. Holliger und A. Chumachenco. Sein Interesse gilt gleichermassen unbekannten Werken der Klassik und Romantik wie auch der modernen Musik. Er hat verschiedene Werke der Schweizer Komponisten Gion Antoni Derungs, Peter Escher, P. Bernary und Caspar Diethelm uraufgeführt. 
Im Jahr 1979 erhielt Josias Just den Förderpreis des Kantons Graubünden und im Jahr 2010 den Anerkennungspreis des Kantons Graubünden für seine hervorragenden Leistungen als Soloklarinettist und Kammermusiker auf nationaler und internationaler Ebene. 
Josias Just ist Dozent für Fachdidaktik an der Zürcher Hochschule der Künste (ZHdK) sowie Musikpädagoge an der Musikschule Konservatorium Zürich (MKZ) sowie an der Musikschule und an der Kantonsschule Chur. Er wirkt als künstlerischer Leiter von Guarda Cultura, einer Konzertreihe des Hotels Guarda Val, Lenzerheide, sowie als Leiter und Dozent der jährlich stattfindenden internationalen Kammermusikwoche für Klarinette, Violine, Viola und Klavier in Schiers (Kanton Graubünden).
Seit 1973 ist Josias Just Mitglied der Ländlerkapelle Oberalp und Musikpädagoge für Volksmusik. Er befasst sich intensiv mit der Geschichte der Volksmusik. Im Jahr 2008 erhielt er den Volksmusikpreis des Kantons Graubünden.

## Auszeichnungen
- 1979: Förderpreis des Kantons Graubünden
- 2008: Volksmusikpreis Graubünden
- 2010: Anerkennungspreis des Kantons Graubünden

| Personendaten    | Personendaten                                                  |
| ---------------- | -------------------------------------------------------------- |
| NAME             | Just, Josias                                                   |
| KURZBESCHREIBUNG | Schweizer Klarinettist, Musikpädagoge, Komponist und Arrangeur |
| GEBURTSDATUM     | 19. Juli 1953                                                  |
| GEBURTSORT       | Andeer                                                         |